# 트레비 (음료)
트레비(Trevi)는 롯데칠성음료에서 만들고 파는 탄산수 혹은, 탄산음료이다. 종류는 플레인, 레몬향, 라임향, 자몽향, 금귤맛, 복숭아맛, 애플 플러스맛, 트레비워터 8가지가 있다.

## 종류
- 플레인
- 레몬향
- 라임향
- 자몽향
- 금귤향
- 트레비워터
- 복숭아향
- 애플 플러스

## 같이 보기
- 롯데칠성음료
- 탄산수
- 칠성사이다
- 초정탄산수